# 高松富博
高松 富博（たかまつ とみひろ、1948年1月16日 - ）は、日本の経営者。ダイドードリンコ社長を務めた。

## 経歴
奈良県出身。1970年に早稲田大学商学部を卒業し、同年に三洋電機に入社。1971年3月に大同薬品工業に転じ、1973年3月に取締役に就任し、198年3月に常務を経て、1990年7月から1999年4月までに社長を務めた。一方で、1975年1月にダイドー(のちのダイドードリンコ)常務に就任し、1984年5月に専務、1990年6月に副社長を経て、1994年4月に社長に就任。2014年4月から2021年6月までに会長を務めた。